# 박시내
박시내(1991년 9월 17일 ~ )는 대한민국의 2012년 미스코리아 충북 미(美)이다.

## 프로필
- 출생: 1991년 9월 17일
- 신체: 168cm, 48.1kg, 34-24-34
- 학력: 청주대학교 관광경영학과
- 수상: 2012년 미스코리아 충북 미(美)
- 취미: 영화감상
- 특기: 시 낭송, 춤